# RNKスプリト
ラドニチュキ・ノゴメトニ・クルブ・スプリト（クロアチア語: Radnički Nogometni Klub Split, 英語: Workers' Football Club Split）は、クロアチアのスプリトをホームタウンとするサッカークラブ。クラブ名の意味は「労働者のサッカークラブ」（Workers' football club）である。同じスプリトのハイドゥク・スプリトとライバル関係にある。

## 歴史
RNKスプリトは1912年4月16日にクロアチア語: HRŠD "Anarh"として創設され、スプリトの造船所に強力なファン層を持つ労働者のチームとして知られていた。
1999-2000シーズンに経営破綻に陥り、低迷期に入ったが、2007-08シーズンは4部リーグ、2008-09シーズンは3部リーグ、2009-10シーズンはドルガHNLで優勝を果たし、プルヴァHNLに初昇格した。2010-11シーズンはプルヴァHNLで3位になり、クラブ史上初の欧州カップ戦となるUEFAヨーロッパリーグ 2011-12出場権を獲得した。
2014-15シーズンはクロアチア・カップ決勝に初進出したが、ディナモ・ザグレブに0-0（PK 2-4）で敗れた。

## タイトル
- クロアチア・カップ 準優勝 (1) : 2014-15
- ドルガHNL 優勝 (3) : 1996-97（南部）, 1997-98（南部）, 2009-10

## 現所属メンバー
2015年10月5日現在
注：選手の国籍表記はFIFAの定めた代表資格ルールに基づく。
| No. | Pos. |              | 選手名                         |
| --- | ---- | ------------ | ------------------------------ |
| 1   | GK   | クロアチア   | トミスラヴ・ドゥカ             |
| 2   | DF   | セルビア     | アレクサンダル・ミリコヴィッチ |
| 4   | DF   | クロアチア   | アンテ・マイストロヴィッチ     |
| 5   | DF   | クロアチア   | ブランコ・ヴルゴチ             |
| 8   | MF   | クロアチア   | アントニオ・ムルシッチ         |
| 9   | FW   | 北マケドニア | マルコ・シモノフスキ           |
| 10  | MF   | クロアチア   | アンテ・エルツェグ             |
| 11  | FW   | クロアチア   | ドラジェン・バガリッチ         |
| 12  | GK   | クロアチア   | ダニイェル・ザゴラツ           |
| 13  | DF   | 大韓民国     | 鄭雲                           |
| 16  | MF   | クロアチア   | ペタル・フラニッチ             |
| 17  | FW   | クロアチア   | ディノ・シュペハル             |
| 18  | DF   | アルバニア   | アミル・ラフマニ               |

| No. | Pos. |                          | 選手名                       |
| --- | ---- | ------------------------ | ---------------------------- |
| 19  | FW   | クロアチア               | ミロ・スラヴィツァ           |
| 21  | FW   | クロアチア               | イヴァン・ペシッチ           |
| 22  | MF   | クロアチア               | マルコ・ペルヴァン           |
| 24  | MF   | セルビア                 | ミロシュ・ヴィドヴィッチ     |
| 25  | DF   | クロアチア               | ダリオ・ルガシェヴィッチ     |
| 29  | DF   | クロアチア               | イヴァン・イブリクス         |
| 30  | GK   | クロアチア               | ルカ・クキッチ               |
| 33  | DF   | クロアチア               | ミルコ・オレムシュ           |
| 44  | MF   | クロアチア               | ユレ・オブシヴァチ           |
| 77  | MF   | クロアチア               | スラヴコ・ブラゴイェヴィッチ |
| 88  | FW   | ウクライナ               | アルテム・ミレフスキー       |
| 99  | FW   | ボスニア・ヘルツェゴビナ | ネマニャ・ビルビヤ           |

## 過去の成績
| シーズン | リーグ      | 順位 | 試 | 勝 | 分 | 敗 | 得 | 失 | 差  | 点 | クロアチア・カップ |
| -------- | ----------- | ---- | -- | -- | -- | -- | -- | -- | --- | -- | ------------------ |
| 2009-10  | ドルガHNL   | 01位 | 26 | 16 | 5  | 5  | 56 | 26 | +30 | 53 |                    |
| 2010-11  | プルヴァHNL | 03位 | 30 | 16 | 5  | 9  | 38 | 22 | +16 | 53 |                    |
| 2011-12  | プルヴァHNL | 04位 | 30 | 14 | 8  | 8  | 43 | 32 | +11 | 50 |                    |
| 2012-13  | プルヴァHNL | 05位 | 33 | 15 | 7  | 11 | 49 | 37 | +12 | 52 |                    |
| 2013-14  | プルヴァHNL | 04位 | 36 | 14 | 10 | 12 | 41 | 41 | 0   | 52 |                    |
| 2014-15  | プルヴァHNL | 07位 | 36 | 9  | 14 | 13 | 42 | 49 | -7  | 41 | 準優勝             |

## 欧州の成績
| 年度    | 大会                 | ラウンド   | 対戦クラブ               | ホーム | アウェー | 合計 |
| ------- | -------------------- | ---------- | ------------------------ | ------ | -------- | ---- |
| 2011-12 | UEFAヨーロッパリーグ | 予選2回戦  | ドムジャレ               | 3-1    | 2-1      | 5-2  |
| 2011-12 | UEFAヨーロッパリーグ | 予選3回戦  | フラム                   | 0-0    | 0-2      | 0-2  |
| 2014-15 | UEFAヨーロッパリーグ | 予選1回戦  | FCミカ                   | 2-0    | 1-1      | 3-1  |
| 2014-15 | UEFAヨーロッパリーグ | 予選2回戦  | ハポエル・ベエルシェバ   | 2-1    | 0-0      | 2-1  |
| 2014-15 | UEFAヨーロッパリーグ | 予選3回戦  | チョルノモレツ・オデッサ | 2-0    | 0-0      | 2-0  |
| 2014-15 | UEFAヨーロッパリーグ | プレーオフ | トリノ                   | 0-0    | 0-1      | 0-1  |

## 歴代所属選手
- アンテ・ザヴォレオ
- マリオ・クルルズ
- ヨシップ・ヴィドヴィッチ
- トンチ・ガブリッチ
- マリオ・ドゥプランチッチ
- ボリス・クルストゥロヴィッチ
- アンテ・ムラディニッチ
- トンチ・グリン
- ブランコ・クラリェヴィッチ
- スタンコ・ポクレポヴィッチ
- ジェリコ・スチッチ
- ヤンコ・ヤンコヴィッチ
- イゴル・イェラヴィッチ
- ヨゾ・ボグダノヴィッチ
- ダミル・ブリッチ・ショルタ
- エルヴィン・ボバン
- フラネ・オビリノヴィッチ
- スティペ・ミラルドヴィッチ
- アリョシャ・アサノヴィッチ
- ダルコ・ブトロヴィッチ
- スルジャン・ムラディニッチ
- ネナド・プラリヤ
- マテ・プラジバト
- ドラゴスラヴ・チャキッチ
- スタンコ・ムルシッチ
- トミスラヴ・ドゥイモヴィッチ
- ザイコ・ゼバ
- マルコ・ログ
- プレドラグ・シミッチ
- ヴェリミル・ヴィディッチ
- トミスラフ・イヴィッチ 1953-1957
- セルギイェ・クレシッチ 1965-1967
- イヴィツァ・ヴァスティッチ 1989-1991
- ミルコ・フルゴビッチ 2011-2013
- アンテ・レビッチ 2011-2013
- イヴィツァ・クリジャナツ 2011-
- イヴァン・ラデリッチ 2012-
- マテ・ビリッチ 2013-

## 歴代監督
- ルカ・カリテルナ (1940-1941), (1946-1947), (1954-1958), (1961-1962), (1966-1967)
- フラネ・マトシッチ (1959-1961), (1963-1964)
- オズレン・ネドクラン (1965-1966)
- トミスラフ・イヴィッチ (1967-1968)
- リュボミル・コケザ (1968), (1970-1971)
- スタンコ・ポクレポヴィッチ (1969), (1971-1972)
- レンコ・グルチッチ (1972-1973)
- ヴラディミル・ベアラ (1980-1981)
- ミチュン・ヨヴァニッチ (1991)
- ヴィエラン・シムニッチ (1999-2000)
- ミロ・ニジェティッチ (2008-2009)
- イヴァン・カタリニッチ (2010-2011)
- トンチ・バシッチ (2011-2012)
- ゾラン・ヴリッチ (2012-2013)
- ゴラン・サブリッチ (暫定) (2013)
- スタンコ・ムルシッチ (2013-2014)
- イヴァン・マティッチ (2014-2015)
- ゴラン・サブリッチ (2015-)